# Jelena Janković
Jelena Janković (serbisch-kyrillisch Јелена Јанковић, * 28. Februar 1985 in Belgrad, SFR Jugoslawien) ist eine ehemalige serbische Tennisspielerin. Von Ende 2008 bis Anfang 2009 war sie 18 Wochen lang die Nummer 1 der WTA-Weltrangliste.

## Privates
Jelena Janković ist das dritte Kind von Veselin und Snežana Janković, die beide als Ökonomen arbeiten. Im Alter von neun Jahren begann Jelena mit dem Tennissport. Später wurde sie in der Tennisakademie von Nick Bollettieri in Bradenton ausgebildet, wo sie noch heute einen Wohnsitz hat. Im September 2007 wurde Jelena Janković neben Ana Ivanović, Aleksandar Đorđević und Emir Kusturica zur UNICEF-Botschafterin für Serbien berufen.

## Karriere
Ihre erste Profisaison spielte Janković im Jahr 2000. Sie gewann 2001 den Juniorenwettbewerb der Australian Open. 2003 gewann sie in Dubai ihr erstes ITF-Turnier, erreichte damit Platz 90 der WTA-Weltrangliste und stand erstmals in den Top 100.
Seit 2001 spielt sie für die serbische Fed-Cup-Mannschaft, für die sie in 50 Partien bereits 34 Siege beisteuern konnte.

### 2004–2006

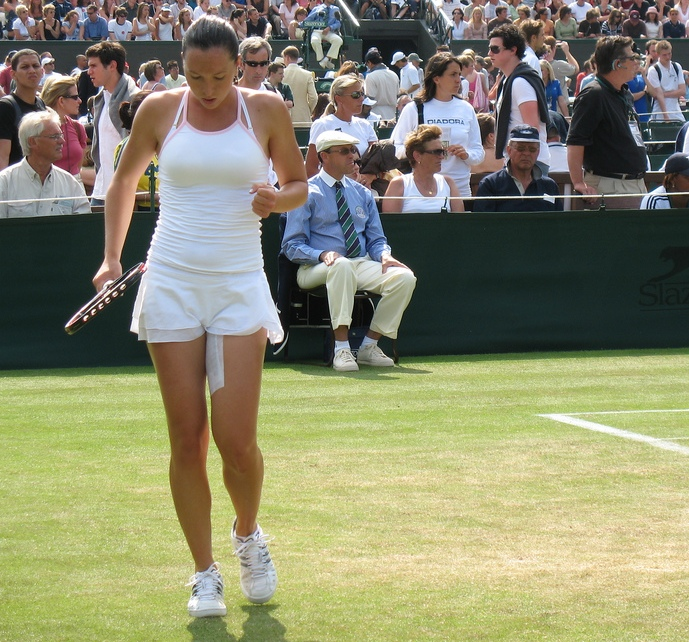
2006 in Wimbledon

In Budapest gewann sie 2004 ihr erstes WTA-Turnier. 2005 erreichte sie die Endspiele dreier WTA-Turniere. In Dubai unterlag sie Lindsay Davenport in drei Sätzen mit 4:6, 6:3 und 4:6. In Birmingham musste sie sich Marija Scharapowa mit 2:6, 6:4 und 1:6 geschlagen geben. In Seoul verlor sie das Endspiel gegen Nicole Vaidišová mit 5:7 und 3:6.
2006 erreichte sie in Rom das Viertelfinale, in dem sie Venus Williams mit 7:5, 4:6, 1:6 unterlag. In Wimbledon konnte sie dann die als Titelverteidigerin gestartete US-Amerikanerin mit 7:66, 4:6, 6:4 schlagen. Beim WTA-Turnier in Los Angeles besiegte sie im Viertelfinale Ana Ivanović mit 6:4, 7:6 und im Halbfinale Serena Williams mit 6:4 und 6:3, ehe sie im Endspiel Jelena Dementjewa mit 3:6, 6:4 und 4:6 unterlag.
Bei den US Open erreichte sie nach Siegen über Nicole Vaidišová, Swetlana Kusnezowa und Jelena Dementjewa das Halbfinale, in dem sie Justine Henin mit 6:4, 4:6 und 0:6 unterlag. Auch nach den US Open präsentierte sie sich in guter Form. In Peking erreichte sie das Halbfinale, das sie mit 1:6, 6:3 und 6:7 gegen Amélie Mauresmo verlor. In Stuttgart erreichte sie das Viertelfinale, wo sie gegen Swetlana Kusnezowa mit 4:6 und 1:6 ausschied. Bis zum Ende des Jahres erreichte sie auch noch in Linz und in Québec das Viertelfinale.

### 2007
Zu Beginn des Jahres 2007 gewann Janković das WTA-Turnier in Auckland (Endspiel gegen Wera Swonarjowa). In Sydney musste sie sich erst im Finale, in dem sie im zweiten Satz zwei Matchbälle nicht nutzen konnte, Kim Clijsters mit 4:6, 7:6, 6:4 geschlagen geben. Bei den Australian Open erreichte sie das Achtelfinale, in dem sie der späteren Siegerin Serena Williams mit 3:6 und 2:6 unterlag.
Im Viertelfinale von Tokio verlor Janković mit 6:3, 4:6 und 2:6 gegen Ivanović. Bei den Turnieren in Dubai und Doha erreichte sie jeweils das Halbfinale. Bei den wichtigen Tier-I-Turnieren in Indian Wells und Miami erreichte sie das Achtelfinale bzw. die dritte Runde.
Im Viertelfinale von Amelia Island verlor Janković erneut gegen Ivanović. Beim WTA-Turnier in Charleston besiegte sie im Finale Dinara Safina mit 6:2 und 6:2 und sicherte sich damit ihren dritten und bislang größten Titel. Bei ihrem nächsten Sandplatzturnier in Warschau erreichte sie das Halbfinale, das sie gegen Henin mit 5:7, 6:2 und 4:6 verlor. In Berlin traf sie im Viertelfinale erneut auf Henin und verlor trotz einer 4:0-Führung im dritten Satz noch mit 6:3, 4:6 und 4:6.
In Rom konnte sie ihren dritten Titel im Jahr 2007 gewinnen. Im Finale bezwang sie Kusnezowa mit 7:5 und 6:1. Bei den French Open erreichte Janković das Halbfinale, unterlag dort aber erneut Henin, diesmal mit 2:6 und 2:6. Im Ranking rückte sie damit Platz 3 vor – ihre bis dahin beste Platzierung. Bei ihrem ersten Rasenturnier 2007 in Birmingham erreichte sie mit Siegen über Zwetana Pironkowa, Marija Kirilenko, Aljona Bondarenko und Mara Santangelo das Finale, in dem sie Scharapowa mit 4:6, 6:3 und 7:5 besiegte. Auch in Eastbourne stand sie nach Siegen über Meilen Tu, Aljona Bondarenko und Dinara Safina im Finale, das sie gegen Anna Tschakwetadse mit 6:72, 6:3 und 3:6 verlor. In Wimbledon erreichte sie das Achtelfinale und unterlag dort Marion Bartoli in drei Sätzen. Sie gewann jedoch an der Seite von Jamie Murray den Titel in der Mixed-Konkurrenz.
Beim Turnier in Los Angeles erreichte Janković das Halbfinale, sie unterlag dort der späteren Turniersiegerin Ana Ivanović. In Toronto zog sie ins Finale ein, in dem sie jedoch einmal mehr Justine Henin unterlag, diesmal mit 6:7 und 5:7. Bei den US Open konnte sie bis ins Viertelfinale vordringen, das sie gegen Venus Williams mit 6:4, 1:6 und 6:7 verlor.

### 2008: Nummer 1 der Weltrangliste

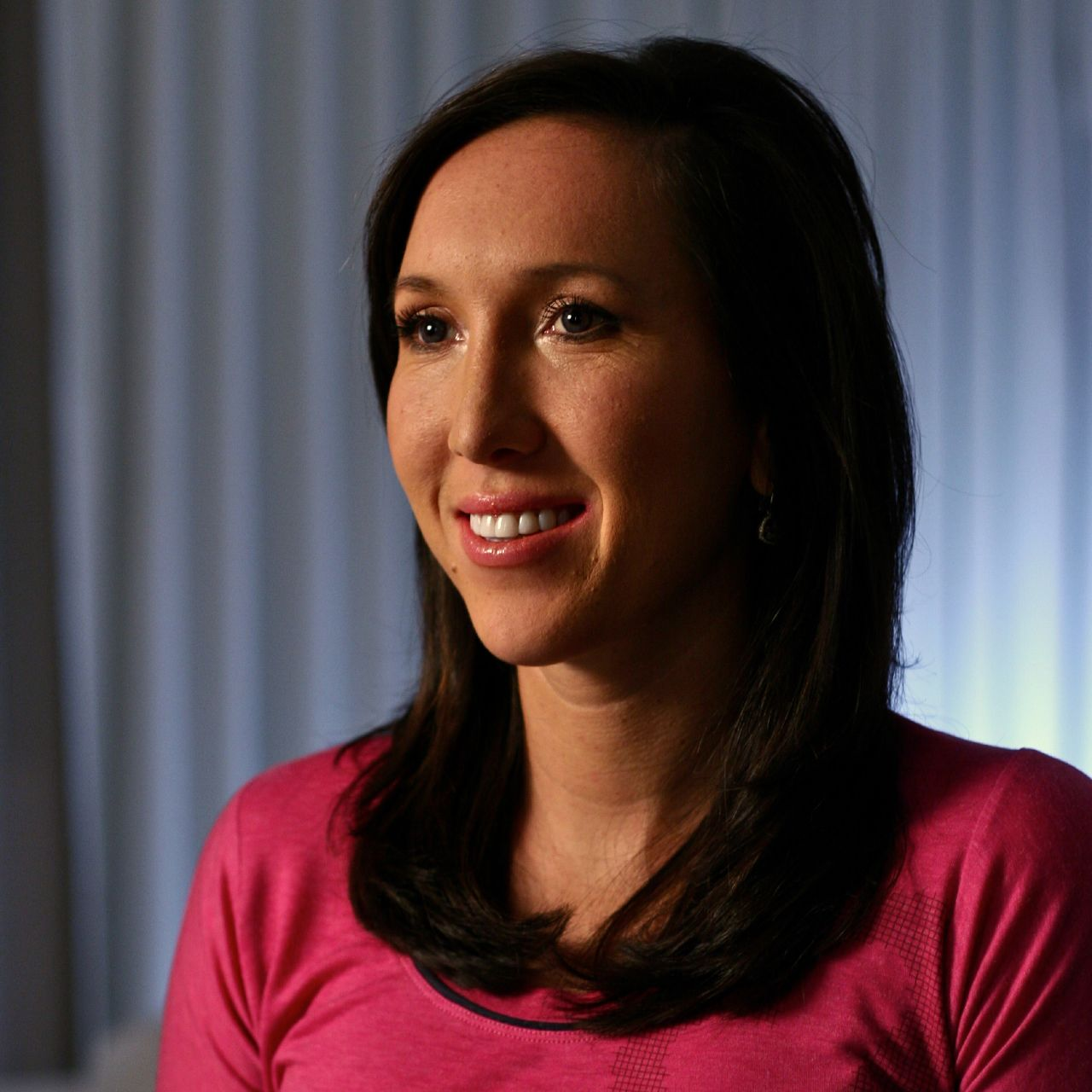
Janković 2008

Bei den Australian Open und bei den Dubai Tennis Championships im März kam sie jeweils ins Halbfinale und verlor dort gegen Scharapowa bzw. Kusnezowa. Mitte März unterlag sie im Halbfinale von Indian Wells Ivanović. Beim WTA-Turnier in Miami drang sie bis ins Finale vor, das sie gegen Serena Williams mit 6:1, 5:7, 3:6 verlor. Ihr erster Titelgewinn 2008 war ihre Titelverteidigung in Rom, wo sie das Finale gegen Alizé Cornet mit 6:2, 6:2 gewann. Im Halbfinale der French Open schied sie mit 4:6, 6:3, 4:6 gegen Ana Ivanović aus.
Am 11. August 2008 wurde Janković für eine Woche die Nummer eins der Weltrangliste. Sie löste Ivanović an der Spitze ab, doch diese kehrte bereits am 18. August 2008 wieder auf den Spitzenplatz zurück. Bei den US Open erreichte Janković zum ersten Mal ein Endspiel bei einem Grand-Slam-Turnier, das sie gegen Serena Williams jedoch mit 4:6 und 5:7 verlor.
Ende September gewann sie das WTA-Turnier in Peking gegen Swetlana Kusnezowa mit 6:3, 6:2. Anfang Oktober gewann sie den Porsche Tennis Grand Prix in Stuttgart gegen Nadja Petrowa mit 6:4 und 6:3, damit war sie wieder die Nummer eins der Weltrangliste. Ihren dritten Turniersieg in Folge konnte sie beim Moskauer Kremlin-Cup mit einem 6:2, 6:4-Endspielsieg über Wera Swonarjowa erringen. Bei den WTA Tour Championships der besten acht Spielerinnen des Jahres konnte Janković das Halbfinale erreichen, verlor dort jedoch gegen Venus Williams. Den ersten Satz gewann Williams mit 6:2, musste aber den zweiten Satz mit 2:6 an Janković abgeben. Der dritte Satz ging dann mit 6:3 an Williams. Trotz der Niederlage konnte Janković das Jahr als Nummer eins beenden.

### 2009
Bei den Australian Open erreichte die Weltranglistenerste das Achtelfinale, das sie gegen Marion Bartoli mit 1:6 und 4:6 verlor.
Im Halbfinale der Paris Open verlor sie gegen Amélie Mauresmo mit 2:6, 6:0 und 1:6. In Dubai schaffte sie es nicht ins Achtelfinale. In Indian Wells verlor sie gleich ihr erstes Spiel gegen die 42. der Weltrangliste, Anastassija Pawljutschenkowa, mit 4:6 und 4:6. Auch beim nächsten Turnier in Miami schied sie bereits in der zweiten Runde aus. Ihr erster Sieg des Jahres gelang ihr in Marbella gegen Carla Suárez Navarro. Bei den French Open unterlag sie im Achtelfinale Sorana Cîrstea mit 6:3, 0:6 und 7:9.
Auch in Wimbledon lief es nicht gut, als sie in der dritten Runde gegen die 17-jährige Melanie Oudin verlor.
In Stanford kam sie ins Viertelfinale, in dem sie nach zwei vergebenen Matchbällen Marion Bartoli unterlag. Das WTA-Turnier von Cincinnati war ihr zweites Turnier, das sie in diesem Jahr gewinnen konnte. Sie bezwang im Finale Dinara Safina mit 6:4 und 6:2. Im Endspiel des WTA-Turniers von Tokio musste sie gegen Scharapowa beim Stande von 2:5 verletzungsbedingt aufgeben.
Für die abschließenden WTA Tour Championships qualifizierte sich Janković als Achtplatzierte der Weltrangliste mit einem Vorsprung von fünf Punkten auf Swonarjowa. Im Halbfinale scheiterte sie dort an Venus Williams. Sie beendete das Jahr auf dem Platz 8 der Weltrangliste.

### 2010

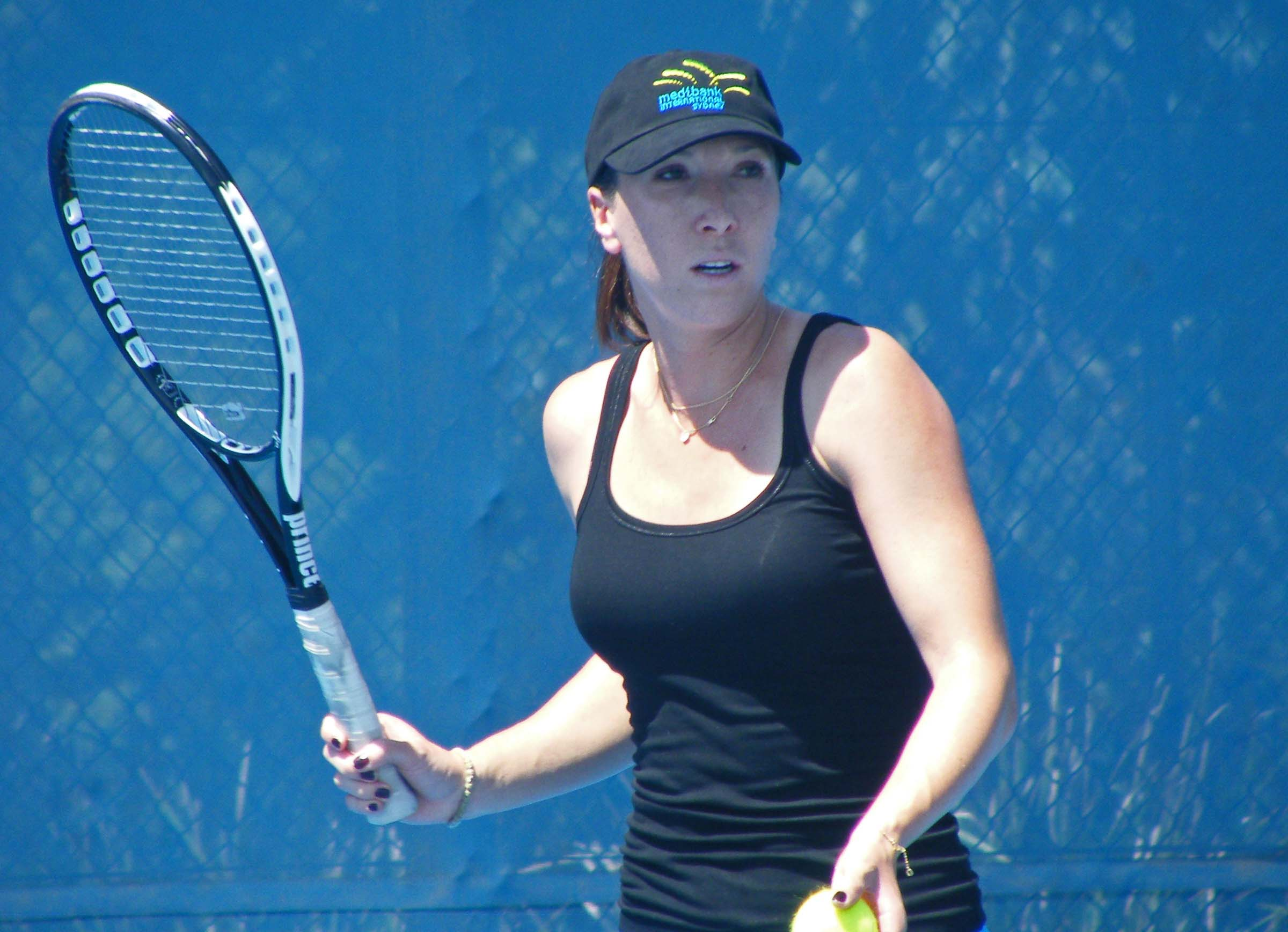
Janković 2010

In ihrem ersten Match 2010 in Sydney verlor sie in Runde eins gegen Ágnes Szávay. Bei den Australian Open schied sie in der dritten Runde gegen Aljona Bondarenko aus. Das erste Turnier, das sie in diesem Jahr gewann, war das Indian Wells Masters, bei dem sie im Finale Caroline Wozniacki besiegte.
In Rom besiegte sie im Viertelfinale erst Venus Williams und dann im Halbfinale deren Schwester Serena. Im Finale unterlag sie dann María José Martínez Sánchez mit 6:75 und 5:7. Bei den French Open erreichte sie das Halbfinale, in dem sie sich Samantha Stosur mit 1:6, 2:6 geschlagen geben musste. In Wimbledon erreichte sie das Achtelfinale; die Partie gegen Wera Swonarjowa musste sie im zweiten Satz verletzungsbedingt aufgeben. Auch bei den US Open Series lief es im Einzel nicht nach Wunsch; ihr bestes Ergebnis dort war eine Achtelfinalteilnahme in Cincinnati, bei der sie gegen Oqgul Omonmurodova in zwei Sätzen den Kürzeren zog.

### 2013
Janković gewann im Februar in Bogotá ihren zwölften WTA-Titel. Bei den Australian Open 2013 schied sie in der dritten Runde gegen Ana Ivanović mit 5:7 und 3:6 aus. Beim WTA-Turnier in Indian Wells scheiterte sie in der zweiten Runde, bei den Sony Open in Miami verlor sie im Halbfinale mit 2:6 und 1:6 gegen Marija Scharapowa. Beim Sandplatzturnier in Rom kam sie als Ungesetzte bis ins Viertelfinale, in dem sie sich Simona Halep geschlagen geben musste. Bei den French Open erreichte sie das Viertelfinale, das sie gegen Scharapowa trotz gewonnenem ersten Satz mit 6:0, 4:6 und 3:6 verlor. Auf dem Weg dorthin hatte sie in der dritten Runde die ehemalige US-Open-Siegerin Samantha Stosur bezwungen. In Wimbledon schied Janković in der zweiten Runde gegen Wesna Dolonz aus.
Ihr letztes internationale Turnier spielte sie im August 2017.

## Turniersiege

### Einzel
| Nr. | Datum              | Turnier      | Kategorie             | Belag             | Finalgegnerin        | Ergebnis       |
| --- | ------------------ | ------------ | --------------------- | ----------------- | -------------------- | -------------- |
| 1.  | 19. Oktober 2003   | Dubai        | ITF $75.000           | Hartplatz         | Henrieta Nagyová     | 6:2, 7:5       |
| 2.  | 2. Mai 2004        | Budapest     | WTA Tier V            | Sand              | Martina Suchá        | 7:64, 6:3      |
| 3.  | 6. Januar 2007     | Auckland     | WTA Tier IV           | Hartplatz         | Wera Swonarjowa      | 7:69, 5:7, 6:3 |
| 4.  | 15. April 2007     | Charleston   | WTA Tier I            | Sand              | Dinara Safina        | 6:2, 6:2       |
| 5.  | 20. Mai 2007       | Rom          | WTA Tier I            | Sand              | Swetlana Kusnezowa   | 7:5, 6:1       |
| 6.  | 17. Juni 2007      | Birmingham   | WTA Tier III          | Rasen             | Marija Scharapowa    | 4:6, 6:3, 7:5  |
| 7.  | 18. Mai 2008       | Rom          | WTA Tier I            | Sand              | Alizé Cornet         | 6:2, 6:2       |
| 8.  | 28. September 2008 | Peking       | WTA Tier II           | Hartplatz         | Swetlana Kusnezowa   | 6:3, 6:2       |
| 9.  | 5. Oktober 2008    | Stuttgart    | WTA Tier II           | Hartplatz (Halle) | Nadja Petrowa        | 6:4, 6:3       |
| 10. | 12. Oktober 2008   | Moskau       | WTA Tier I            | Hartplatz (Halle) | Wera Swonarjowa      | 6:2, 6:4       |
| 11. | 12. April 2009     | Marbella     | WTA International     | Sand              | Carla Suárez Navarro | 6:3, 3:6, 6:3  |
| 12. | 16. August 2009    | Cincinnati   | WTA Premier 5         | Hartplatz         | Dinara Safina        | 6:4, 6:2       |
| 13. | 21. März 2010      | Indian Wells | WTA Premier Mandatory | Hartplatz         | Caroline Wozniacki   | 6:2, 6:4       |
| 14. | 24. Februar 2013   | Bogotá       | WTA International     | Hartplatz         | Paula Ormaechea      | 6:1, 6:2       |
| 15. | 2. August 2015     | Nanchang     | WTA Challenger        | Hartplatz         | Chang Kai-chen       | 6:3, 7:66      |
| 16. | 26. September 2015 | Guangzhou    | WTA International     | Hartplatz         | Denisa Allertová     | 6:2, 6:0       |
| 17. | 18. Oktober 2015   | Hongkong     | WTA International     | Hartplatz         | Angelique Kerber     | 3:6, 7:64, 6:1 |

### Doppel
| Nr. | Datum           | Turnier    | Kategorie     | Belag     | Partnerin          | Finalgegnerinnen                  | Ergebnis         |
| --- | --------------- | ---------- | ------------- | --------- | ------------------ | --------------------------------- | ---------------- |
| 1.  | 18. Juni 2006   | Birmingham | WTA Tier III  | Rasen     | Li Na              | Jill Craybas Liezel Huber         | 6:2, 6:4         |
| 2.  | 11. August 2013 | Toronto    | WTA Premier 5 | Hartplatz | Katarina Srebotnik | Anna-Lena Grönefeld Květa Peschke | 5:7, 6:2, [10:6] |

### Mixed
| Nr. | Datum        | Turnier   | Kategorie  | Belag | Partner      | Finalgegner                 | Ergebnis      |
| --- | ------------ | --------- | ---------- | ----- | ------------ | --------------------------- | ------------- |
| 1.  | 8. Juli 2007 | Wimbledon | Grand Slam | Rasen | Jamie Murray | Alicia Molik Jonas Björkman | 6:4, 3:6, 6:1 |

## Abschneiden bei Grand-Slam-Turnieren und den WTA Tour Championships

### Einzel
Die Tabelle listet die Ergebnisse der Grand-Slam-Turniere, der Tour Championships, der Olympischen Spiele, des Fed Cups bzw. Billie Jean King Cups und der Turniere folgender Kategorien auf: 1990–2008: Tier I, 2009–2020: Premier Mandatory und Premier 5, ab 2021: WTA 1000.
| Turnier           | 2001 | 2002 | 2003 | 2004 | 2005 | 2006 | 2007 | 2008 | 2009 | 2010 | 2011 | 2012 | 2013 | 2014 | 2015 | 2016 | 2017 | Karriere |
| ----------------- | ---- | ---- | ---- | ---- | ---- | ---- | ---- | ---- | ---- | ---- | ---- | ---- | ---- | ---- | ---- | ---- | ---- | -------- |
| Australian Open   | —    | —    | 2    | 2    | 2    | 2    | AF   | HF   | AF   | 3    | 2    | AF   | 3    | AF   | 1    | 2    | 3    | 1 × HF   |
| French Open       | —    | —    | Q2   | 1    | 1    | 3    | HF   | HF   | AF   | HF   | AF   | 2    | VF   | AF   | 1    | 1    | 1    | 3 × HF   |
| Wimbledon         | —    | —    | Q1   | 1    | 3    | AF   | AF   | AF   | 3    | AF   | 1    | 1    | 2    | 1    | AF   | 2    | 1    | 5 × AF   |
| US Open           | —    | Q1   | Q3   | 2    | 3    | HF   | VF   | F    | 2    | 3    | 3    | 3    | AF   | AF   | 1    | 2    | 1    | 1 × F    |
| WTA Finals        | —    | —    | —    | —    | —    | —    | RR   | HF   | HF   | RR   | —    | —    | HF   | —    | —    | —    | —    | 3 × HF   |
| Doha              |      |      |      |      |      |      |      | VF   |      |      |      | 2    | 1    | HF   |      | 2    |      | 1 × HF   |
| Dubai             |      |      |      |      |      |      |      |      | AF   | AF   | HF   |      |      |      | 2    |      | 1    | 1 × HF   |
| Indian Wells      | 2    | —    | 1    | 1    | 2    | 2    | AF   | HF   | 2    | S    | AF   | 2    | 2    | VF   | F    | AF   | 2    | 1 × S    |
| Miami             | —    | —    | 1    | 3    | 2    | 2    | 3    | F    | 2    | AF   | VF   | 2    | HF   | 2    | 2    | 2    | 1    | 1 × F    |
| Charleston        | —    | —    | —    | 2    | 1    | 1    | S    | VF   |      |      |      |      |      |      |      |      |      | 1 × S    |
| Rom               | —    | —    | 1    | Q1   | 2    | VF   | S    | S    | VF   | F    | VF   | 1    | VF   | HF   | AF   | 1    | 2    | 2 × S    |
| Madrid            |      |      |      |      |      |      |      |      | VF   | VF   | 2    | 1    | 1    | 2    | —    | 1    | 1    | 2 × VF   |
| Berlin            | —    | —    | —    | —    | HF   | 1    | VF   | VF   |      |      |      |      |      |      |      |      |      | 1 × HF   |
| San Diego         |      |      |      | 2    | AF   | AF   | AF   |      |      |      |      |      |      |      |      |      |      | 3 × AF   |
| Cincinnati        |      |      |      |      |      |      |      |      | S    | AF   | F    | 1    | HF   | VF   | HF   | —    | —    | 1 × S    |
| Kanada            | —    | —    | —    | 2    | 1    | AF   | F    | VF   | VF   | 2    | 1    | 2    | AF   | AF   | 2    | —    | —    | 1 × F    |
| Tokio             | —    | —    | —    | —    | 1    | 1    | VF   | VF   | F    | AF   | AF   | 2    | AF   |      |      |      |      | 1 × F    |
| Wuhan             |      |      |      |      |      |      |      |      |      |      |      |      |      | 2    | 2    | AF   | —    | 1 × AF   |
| Zürich            | —    | —    | —    | —    | AF   | AF   | AF   |      |      |      |      |      |      |      |      |      |      | 3 × AF   |
| Peking            |      |      |      |      |      |      |      |      | 2    | 2    | 1    | AF   | F    | 1    | 1    | 1    | —    | 1 × F    |
| Moskau            | —    | —    | —    | —    | 1    | —    | —    | S    |      |      |      |      |      |      |      |      |      | 1 × S    |
| Olympische Spiele |      |      |      | 1    |      |      |      | VF   |      |      |      | 1    |      |      |      | —    |      | 1 × VF   |
| Fed Cup           |      |      |      |      |      |      |      |      | PO   | 1    | PO   | F    | —    | —    | —    | 1    | —    | 1 × F    |

Zeichenerklärung: S = Turniersieg; F, HF, VF, AF = Einzug ins Finale, Halb-, Viertel-, Achtelfinale; 1, 2, 3 = Ausscheiden in der 1., 2., 3. Haupt- / Finalrunde; Q1, Q2, Q3 = Ausscheiden in der 1., 2. 3. Qualifikationsrunde; RR = Round Robin (Gruppenphase); nicht ausgetragen oder andere Kategorie; PO (Playoff), P2 = Auf-/Abstiegsrunde zur Weltgruppe I/II im Fed Cup; W2, K1, K2, K3 = Teilnahme in der Weltgruppe II, Kontinentalgruppe I, II, III im Fed Cup.

### Doppel
| Turnier         | 2005 | 2006 | 2007 | 2008 | 2009 | 2010 | 2011 | 2012 | 2013 | 2014 | 2015 | 2016 | 2017 | Karriere |
| --------------- | ---- | ---- | ---- | ---- | ---- | ---- | ---- | ---- | ---- | ---- | ---- | ---- | ---- | -------- |
| Australian Open | 2    | 1    | 1    | AF   | —    | 2    | —    | —    | AF   | 2    | 1    | 1    | 1    | AF       |
| French Open     | 1    | 1    | 2    | —    | —    | —    | 2    | —    | AF   | AF   | —    | —    | 1    | AF       |
| Wimbledon       | 1    | 2    | —    | —    | —    | AF   | 1    | 1    | VF   | 1    | 1    | AF   | 1    | VF       |
| US Open         | 2    | AF   | 1    | —    | —    | 1    | 2    | 1    | AF   | AF   | AF   | 1    | 2    | AF       |

### Mixed
| Turnier         | 2004 | 2005 | 2006 | 2007 | 2008 | 2009 | 2010 | 2011 | 2012 | 2013 | 2014 | 2015 | 2016 | Karriere |
| --------------- | ---- | ---- | ---- | ---- | ---- | ---- | ---- | ---- | ---- | ---- | ---- | ---- | ---- | -------- |
| Australian Open | —    | —    | 1    | AF   | —    | —    | —    | —    | AF   | —    | —    | —    | —    | AF       |
| French Open     | —    | 1    | —    | —    | —    | —    | —    | —    | —    | AF   | —    | —    | AF   | AF       |
| Wimbledon       | 1    | 2    | —    | S    | —    | —    | —    | —    | —    | —    | —    | —    | —    | S        |
| US Open         | —    | 1    | —    | —    | 1    | —    | —    | —    | —    | —    | —    | —    | —    | 1        |

## Weltranglistenpositionen am Saisonende
| Jahr   | 2001 | 2002 | 2003 | 2004 | 2005 | 2006 | 2007 | 2008 | 2009 | 2010 | 2011 | 2012 | 2013 | 2014 | 2015 | 2016 | 2017 |
| ------ | ---- | ---- | ---- | ---- | ---- | ---- | ---- | ---- | ---- | ---- | ---- | ---- | ---- | ---- | ---- | ---- | ---- |
| Einzel | 361  | 194  | 85   | 28   | 22   | 12   | 3    | 1    | 8    | 8    | 14   | 22   | 8    | 16   | 21   | 55   | 153  |
| Doppel | –    | –    | –    | 293  | 139  | 43   | 107  | –    | –    | 102  | 137  | 304  | 20   | 47   | 63   | 127  | 134  |

## Auszeichnungen
- ITF-World Champion – 2008[3]